# ISTAF
ISTAF (официальное название Internationales Stadionfest Berlin) — международные легкоатлетические соревнования, которые проводятся на Олимпийском стадионе в Берлине (Германия) с 1937 года. Входят в серию соревнований IAAF World Challenge.

## Мировые рекорды
За годы проведения соревнований, здесь были установлены следующие мировые рекорды.
| Год  | Вид             | Рекорд   | Атлет                | Гражданство     |
| ---- | --------------- | -------- | -------------------- | --------------- |
| 2010 | 800 метров      | 1:41.09  | Дэвид Рудиша         | Кения           |
| 1999 | 2000 метров     | 4:44.79  | Хишам Эль-Герруж     | Марокко         |
| 1990 | 1000 метров     | 2:30.67  | Кристина Вахтел      | ГДР             |
| 1989 | 10 000 метров   | 27:08.23 | Артуро Барриос       | Мексика         |
| 1985 | 1500 метров     | 3:29.46  | Саид Ауита           | Марокко         |
| 1978 | 400 метров с/б  | 55.44    | Кристина Касперчик   | Польша          |
| 1978 | 1000 метров     | 2:32.0   | Ульрика Брунс        | ГДР             |
| 1977 | Прыжок в высоту | 2.00     | Розмари Аккерман     | ГДР             |
| 1977 | Прыжок в высоту | 1.97     | Розмари Аккерман     | ГДР             |
| 1975 | 110 метров с/б  | 13.0     | Гэй Драт             | Франция         |
| 1975 | 100 метров      | 9.9      | Стив Уильямс         | США             |
| 1970 | 3000 метров с/п | 8:22.0   | Керри О'Брайн        | Австралия       |
| 1939 | Прыжок в длину  | 6.12     | Кристел Шульц        | Германский рейх |
| 1939 | 3000 метров     | 8:24.4   | Миклош Сабо          | Венгрия         |
| 1937 | 80 метров с/б   | 11.6     | Барбара Бурке        | Южная Африка    |
| 1937 | 100 метров      | 11.6     | Станислава Валасевич | Польша          |